# Милан Дренчев
Милан Дренчев Лазаров е български политик от Българския земеделски народен съюз (БЗНС).

## Биография
Той е роден на 12 март 1917 година в село Винище, Северозападна България.
Завършил средно образование в Берковица и Монтана. Има завършено икономическо и юридическо образование – държавно стопанство и правен отдел на юридически факултет на Софийски университет „Св. Кл. Охридски“. Като студент в Софийския университет членува в БЗНС „Пладне“.
В началото на 1941 година, докато учи право в Софийския университет „Свети Климент Охридски“, се включва в конспирацията на Г. М. Димитров. Според данни на полицията получава пари и печатни материали от югославската легация, пренася взривни материали. В две наказателни дела е признат за виновен за участие в група, целяща насилствено завземане на властта и на основание на чл. 16 и чл. 17 от Закона за защита на държавата е осъден на доживотен затвор. Освободен след Деветосептемврийския преврат през 1944 година. При преминаването на Българския земеделски народен съюз – Никола Петков в опозиция Дренчев се присъединява към него, заради което прекарва още 13 години в затвори и лагери. След освобождаването си работи като строител.
В края на 1989 година оглавява възстановения БЗНС „Никола Петков“, първоначално част от коалицията Съюз на демократичните сили. Милан Дренчев е участник в Кръглата маса през 1990 година. Той е емблематична фигура за БЗНС. Дренчев е депутат в Седмото ВНС от 1990 – 1991 г. и съпредседател на демократичната коалиция „Обединение за национално спасение“, която напуска през 1998 г., заедно с БЗНС „Никола Петков“.
Умира на 26 ноември 2007 година в София.